# Ramona (pièce de théâtre)
 (avril 2020).
Pour les articles homonymes, voir Ramona.
Ramona est une pièce de théâtre de marionnettes écrite et mise en scène par Rezo Gabriadze. La pièce a été créée en 2012 à Moscou. Elle est représentée au Rezo Gabriadze Marionette Theater (რეზო გაბრიაძის მარიონეტების თეატრი en géorgien) à Tbilissi.

## Origine et inspiration
Dans un entretien de Rezo Gabriadze fait par la revue L'Avant-scène théâtre, il dit avoir imaginé cette pièce selon un processus de création basé sur l’intuition. Il dit : 
« C’est de cette façon que, sans le vouloir ni le préparer, et sans même me rappeler ce qui l’a fait resurgir, que m’est revenue une phrase de Rudyard Kipling qui dit avec tendresse qu’une locomotive peut aussi tomber amoureuse. »
 La construction de cette pièce s’est centrée autour de deux souvenirs d’enfance de Rezo Gabriadze : le cirque et les trains. Il a voulu rassembler ces deux souvenirs distincts dans cette pièce.
À la suite de cette pensée déclencheuse, Rezo Gabriadze travaille sur le principe du brainstorming, puis à une mise en pratique de ses pensées par la modélisation de ses personnages pour leur donner vie.

## Personnages
- Le Vieillard
- Beglar, chef de la circulation
- Ramona, locomotive amoureuse d’Hermon
- Hermon, locomotive amoureuse de Ramona
- La Bohémienne
- Kétho, une poule
- Victor, un cochon
- La Femme
- Le Paysan
- Le Milicien
- Olga
- Izold Babakhidi, maraudeur et maître du chapiteau Cirque d’État, fils de Fédor
- Izislav Samarkandski, maraudeur et soutien de Babakhidi
- Holà
- Houlà
- Amalie-Anomalie Khakhroukova, ballerine

## Résumé
Hermon et Ramona, deux locomotives, sont amoureuses. Par essence soumises aux rails, leur histoire d’amour est interrompue par ces longues séparations au gré des routes ferroviaires. Ramona rencontre sur son chemin un cirque manquant d’un transport pour aller à Tskhaltoubo. Ramona, encouragée par les paroles d’Hermon, accepte de les aider jusqu’à faire partie d’une représentation. Lors de la représentation du cirque, Ramona aperçoit Hermon et le croise une dernière fois. La pièce se termine sur une Ramona qui semble expirée de son dernier souffle ainsi qu’un Hermon qui dit d’elle :
« Ramona manœuvrante... ma chérie manœuvrante. Tu es mon terminus. »
Cela est dit sans que le public puisse savoir explicitement s’il expire aussi, ou s’il continue son chemin.

Dans l’entretien de L'Avant-scène théâtre, Rezo Gabriadze laisse entendre que le destin d’Hermon et Ramona est entre nos mains et notre imagination : 
« Elles sont soumises, comme tous les êtres, à des forces extérieures. À vous, aux spectateurs, de savoir si les voies Hermon et Ramona mènent à une fin heureuse. »

## Représentations en France
La première création de la pièce en France a été faite au Festival d'Avignon le 11 juillet 2017 à la Maison Jean-Vilar. À la suite du festival elle a été représentée dans quelques théâtre de France dans la saison 2017-2018 (entre autres Le Monfort théâtre en novembre 2017). La pièce était représentée en russe et en géorgien avec des sous-titres français. Elle n’a pas été représentée en France depuis.

## Mise en scène
Après la phase d’inspiration dans le processus créatif de la pièce, Rezo Gabriadze dessine les personnages puis fait quelques modèles en pâte à modeler avant de réaliser les marionnettes.
Chaque marionnette est unique, chaque personnage a sa propre marionnette. Les marionnettes ne sont pas ré-utilisées dans d’autres pièces suivant une conception archétypale des personnages comme pour Guignol du théâtre de marionnettes comique. 

Sur la répartition des voix et des marionnettistes, Rezo Gabriadze s’exprime dans ces termes :
« Dans mes spectacles, la voix des marionnettes et la manipulation sont toujours dissociées. Je fais appel à de très bons acteurs qui prennent en charge la voix de chacun des personnages lors des séances d’enregistrement. Les manipulateurs, eux, restent muets. Ils animent les marionnettes tandis que les voix sont diffusées. »

D’après son fils Léo Gabriadze :
« La musique a une part de dramaturgie dans ses films et dans ses spectacles. »
Pour Rezo Gabriadze, toujours par ce processus instinctif de la construction de l’univers de la pièce et de sa réalisation :
« [...] les musiques me viennent à l’esprit par association et resurgissent pendant que je crée un spectacle. »